# 夜刀浦領異聞
『「夜刀浦領」異聞』（やとうらりょういぶん）は、日本のホラー小説家朝松健によるホラー小説。クトゥルフ神話の1つ。
1999年に千葉県夜刀浦を舞台とする日本人作家によるアンソロジー『秘神』のために書き下ろされた。室町時代房総の領土争いを題材とした歴史伝奇ホラー。英題は「The Temple on the Gates」。
作者が頻用する立川流とクトゥルフ神話のアイテムを結合している。

## あらすじ
14世紀。邪教立川流の僧侶たちは夜刀浦庄に宇神堂（のきがみどう）を建造する。その存在は人止の呪いによって隠された。
康正元年から二年にかけて（西暦1456年-1457年）。千葉氏宗家胤直が家臣に裏切られ死ぬ。話を聞いた東常縁は馬加弾正と原越後を討ち、続いて水守兼幹を捕えて2人の首級を見せつける。常縁は「仇討ちが世の習い」と主張するも、兼幹は「旧弊。下剋上に向かうが世の流れ。逆しまに戻しても歪むのみ」と反論する。兼幹は弾正の生首に向かって「頼姫様は夜刀浦に逃げあそばした」と伝え、「頼姫様が秘伝を手に入れれば馬加の勝ちだ」と宣言する。常縁はもっと聞き出そうとしたが、兼幹は自害する。こうして千葉の正統は実胤のもとに本復したが、常縁は残党たる「頼姫」が気にかかり、家来の小崎重昭に追撃を命じる。
一方の頼姫は、佐野元近、埴谷一貫老の2人と共に、山伏に扮して逃れ、夜刀浦の宇神堂に身を寄せる。立川流の結界に守護された宇神堂で、頼姫が「二渧の珠」に荼吉尼天の真言を唱えると、結界が主を受け入れ3人は中に入れるようになる。
閼伽水庄（あかみのしょう）で聞き込みをしていた小崎の雑兵たちであったが、小酒屋の親爺に「あやしい女子連れは見なかったか」「夜刀浦を知らないか」と尋ねたところ、親爺は形相を変えて怯え出す。怪しむ雑兵たちに対し、同席していた行者鹿戸龍見は、在の者は夜刀浦に近づいて死にたくないのだと説明し、自分なら夜刀浦の宇神堂まで案内できると言い出す。雑兵たちは龍見を小崎に会わせる。龍見が術を用いると、小崎の脳裏には山荘に隠れ潜む3人の男女の姿が浮かび上がる。小崎は幻視した頼姫に一目惚れする。さらに龍見が術を発動させると、突風と共に兇鳥たちが飛来し、小崎を運ぶ。
宇神堂の床下に階段が隠されているのを見つけ、降りてみると、洞窟へと繋がっている。また瀕死の一貫老は神がかりになり「地の底の泉へと至り祈れ。魔神が現れ救いの手を差し伸べるであろうぞ」と告げ、また頼姫は誰とも知らぬ若侍（＝小崎重昭）の顔を幻視して恋に落ちる。一貫老が死ぬと、佐野元近は獣欲を剥き出しにする。「千葉家を佐野家として再興じゃ」と言う元近を拒み、頼姫は地下に逃げる。
地下空洞の泉で、頼姫が誉主都羅権明王に救いを求め祈ったところ、魔神像と小崎が現れる。頼姫と小崎はお互いを視認して通じ合い、小崎は頼姫を凌辱しようとしていた元近の手指を切り落とす。逆上した元近は頼姫を盾にとり、犯して自害してやると吠える。そこへ洞窟の天蓋部から逆しまに立ち見下ろす闇の妖かしが現れ、己が鹿戸龍見＝異国神の使者偶忌荒祝部毒命（ないあらはふりびのみこと）だと告げる。誉主都羅権明王の前で、小崎と頼姫は真言を唱えて結ばれ、呼び出された極小の妖物の群れが元近を食らい尽くす。
やがて常縁のもとに男の生首が届けられる。「御役御免」と一筆が添えられており、常縁は小崎が弾正の家来を討ったと納得する。
偶忌荒祝部毒命は2人に、これまでの家名など捨て新たに夜刀浦の領主になれと言う。曰く、旧き神々の前にありては人類など、いっときの簒奪者にすぎないという。かくして室町中期、邪神の後見を得た新たな一族が海底郡の支配者となる。

## 主な登場人物
小崎重昭サイド
- 千葉胤直（1419-1455） - 房総三国を領有する千葉宗家16代。弾正と原越後に裏切られ死ぬ。
- 千葉実胤（1442-1466） - 胤直の甥。常縁の宗家。難を逃れ生存。
- 東常縁（1401?-1484） - 千葉氏の傍流。承久の変のころに美濃に移り、今は京に住む二条派の歌人。50代半ば。
- 小崎重昭（おざき しげあき） - 常縁の家来。年は23ほどの若武者。臨済宗の信徒。常縁の命で頼姫を追う。
- 雑兵4人 - 常縁の命で小崎に従う雑兵。狼藉を働く。龍見の術の生贄にされる。
- 鹿戸龍見（かのと りゅうけん） - 旅の行者。墨染の服に長髪、六尺を超える大男。「五芒星神」なる神仏に帰依する。

馬加頼姫サイド
- 馬加弾正康胤（1398?-1456） - 胤直の伯父。頼姫の父。胤直を裏切り死に追いやる。
- 原越後守胤房（?-1471?[注 1]） - 胤直の家老。胤直を裏切り死に追いやる。
- 水守兼幹（みもり かねもと） - 原越後の家来。馬加に忠誠を誓う。
- 馬加頼姫（まくわり よりひめ） - 弾正の一人娘。年は16ほど。「二渧の珠」を持って夜刀浦に落ち延びる。
- 佐野元近（もとちか） - 弾正の腹心。年は30過ぎ。頼姫の操と珠、および立川流の秘伝を己のものにする野心を抱く。
- 埴谷一貫（はにや） - 頼姫の守役（じい）。深手を負っている。

神々と怪異
- 夜刀神 - 伝説によると、元明天皇（在707-715）の時代、津波に苦しむ民の願いを聞き、海岸に石塀を築いたという。地名の由来となった。
- 誉主都羅権明王（ヨス＝トラゴンみょうおう） - 美男、美女、獣の三面を持つ魔神像。複数の神が習合している（または複数の神をペルソナに持つ）。
  - ヨス＝トラゴン - ラヴクラフトの原文にて「at the Crimson Spring」＝「真紅の泉」と記される[注 2]。
  - 荼吉尼天
  - 飯綱天
- 蟆雷悪幣兇鳥（ばいあくへのまがどり） - 飯綱天の眷属。高さ六尺翼開長一間もある怪鳥[注 3]。人間じみた声で「以津魔天」（＝飯綱天）などと鳴く。
- 偶忌荒祝部毒命（ないあらはふりびのみこと） - 闇の男。無貌に三日月状の口のみが赤い。黄昏の名であり、昼の名を鹿戸龍見（かのとりゅうけん）とする。

## 朝松の立川流
朝松の立川流の設定では、小野文観が邪教立川流の大僧正とされている。夜刀浦には立川流の隠れ家が築かれた。
このフィクションの立川流は、現実には3要素に分解される。現実の方でもまた、全部混同されたことで邪教とされたという経緯がある。
- 立川流 - 仁寛が創始した派。
- 文観派 - 後醍醐天皇の側近である文観の派。
- 俗に言う立川流（「彼の法」集団） - 2018年に名付けられた。ダキニ天を祀る性的儀式と髑髏本尊の教団。

## 収録
- アスペクトノベルズ『秘神 闇の祝祭者たち』
- 光文社文庫『百怪祭2 闇絢爛』

## 関連作品
- 肝盗村鬼譚 - 立川流と誉主都羅権明王が北海道に伝わっていた。
- 魔道コンフィデンシャル - ヨス＝トラゴンとナイアルラトホテップの関係性が描かれる。